# Ferdynand Źródłowski
Ferdynand Źródłowski (ur. 1843, zm. 1894) – polski prawnik.
Po studiach we Lwowie i Krakowie rozpoczął pracę we Lwowie. W latach 1866–1868 jako docent, a następnie profesor prawa austriackiego. Od 1872 roku wykładał prawo rzymskie.

## Ważniejsze publikacje
- Die Verjährung nach oesterreichischem Rechte, mit vorzüglicher Berücksichtigung des römischen u. gemeinen Rechts (Praga 1878)
- Das römische Privat-recht (1872-1880 t. 2)
- Pandekta prywatnego prawa rzymskiego (1889, t.1)
- Instytucje i historja prywatnego prawa rzymskiego (1889)